# Papp Mihály (honvédszázados)
Illésfalvi Papp Mihály (Illésfalva, 1852. október 8. – 1909. július 26.) honvédszázados, katonai szakíró.

## Élete
A VIII. gimnaziális osztályt Nagyváradon végezve, 1875-ben a honvéd gyalogsághoz besoroztatott; 1876-ban a Ludovika Akadémia tisztképző tanfolyamát elvégezte. 1877-ben hadapród, 1878-ban hadnagy, 1887-ben főhadnagy és 1891-ben százados lett. Katonaszolgálata alatt 13 évig csapatszolgálatot teljesített és hat évig mint segédtiszt működött, míg 1894. november 1-jén nyugalomba vonult. Mint nyugdijas 1895-től az I. honvéd kerületi parancsnokságnál irodai szolgálatot tett.
A Ludovika Akadémiának 1887-től levelező tagja volt. Cikkei a Ludovika Akadémia Közlönyében (1888. A hangászok kiképzéséhez, 1890. Hangászaink kiképzése a hangjegyekben, 1892. A fegyelem hatalma és a fegyelmet előmozdító eszközök; ezeken kívül különböző évfolyamokban több munkát ismertetett).

## Munkái
- Utmutatás a m. kir. honvéd dobos- és kürtös-iskolák számára. Bpest, 1898.
- Zsebkönyv az altiszti iskolák számára. Uo. 1890.
- Kivonat a gyakorlati és szolgálati szabályzatból altisztek számára. Deés, 1890.
- A magyar kir. honvédség fejlődése 1869-1899. Bpest, 1899. (Ism. Budapesti Hirlap 272. sz.).